# 任天堂影業
任天堂影業株式会社（日语：ニンテンドーピクチャーズ株式会社），是一間任天堂旗下的日本影像製作公司，前身為Dynamo影業（日语：株式会社ダイナモピクチャーズ）。其業務包括製作以任天堂系列作品為主題的影像內容以及提供動態捕捉技術。

## 歷史

Dynamo影業公司標誌

2011年3月18日，廣川洋（広川ひろし）於東京創立「Dynamo影業」，專職於CG製作、動態捕捉與虛擬實境等技術。
2022年7月14日，任天堂提出了收購Dynamo影業的意向，並表示該公司將更名為「任天堂影業」，專注於製作與任天堂IP相關的影像內容 。該收購案在同年10月3日達成，Dynamo影業成為由任天堂全資的子公司，同時更名。
2022年11月28日，任天堂於日本官方推特帳號上發布了任天堂影業的招募消息。

## 作品
在Dynamo影業時期，該公司曾協助許多動畫或電子遊戲的製作。
其參與CG製作的作品包括：《攻殻機動隊：SAC_2045》、《超時空要塞Δ：绝对LIVE!!!!!!》、《月野藝能事務所》、《安雅與魔女》、《Yuri!!! on ICE》、《牙狼 -DIVINE FLAME-》以及皮克敏短片等。
而在動態捕捉技術方面，該公司曾參與製作的作品包括：《死亡擱淺》、《尼爾：人工生命》以及《魔物獵人 世界》等。

## 外部連結
- 官方网站
- Dynamo影業 （页面存档备份，存于）